# Éric Guillon
Éric Guillon est un réalisateur, character designer, artiste de storyboard et directeur artistique français qui travaille principalement pour Illumination Entertainment.

## Biographie
Il est né en 1967 ; il habite à Clamart.

## Filmographie

### Réalisateur
- 2017 : Moi, moche et méchant 3 (coréalisateur) avec Pierre Coffin et Kyle Balda

### Character designer
- 2010 : Moi, moche et méchant
- 2010 : Orientation Day
- 2010 : Home Makeover
- 2010 : Banana
- 2012 : Le Lorax
- 2013 : Moi, moche et méchant 2
- 2016 : Tous en scène
- 2017 : Moi, moche et méchant 3
- 2018 : Le Grinch
- 2019 : Comme des bêtes 2
- 2020 : Les Minions 2[2],[3]
- 2020 : Tous en scène 2

### Artiste de storyboard
- 1994 : Insektors
- 2015 : Les Minions[4]
- 2016 : Comme des bêtes
- 2016 : Tous en scène

### Directeur artistique
- 2009 : SamSam
- 2010 : Moi, moche et méchant
- 2011 : Brad and Gary
- 2012 : Le Lorax
- 2013 : Moi, moche et méchant 2[5]
- 2015 : Les Minions[6]
- 2016 : Comme des bêtes
- 2016 : Tous en scène